# Industriebahn Albertstadt
| Industriebahn Albertstadt          | Industriebahn Albertstadt |
| ---------------------------------- | ------------------------- |
| Gleisrest der Industriebahn (2015) |                           |
| Streckenlänge:                     | 1,598 km                  |
| Spurweite:                         | 1435 mm (Normalspur)      |
|                                    |                           |

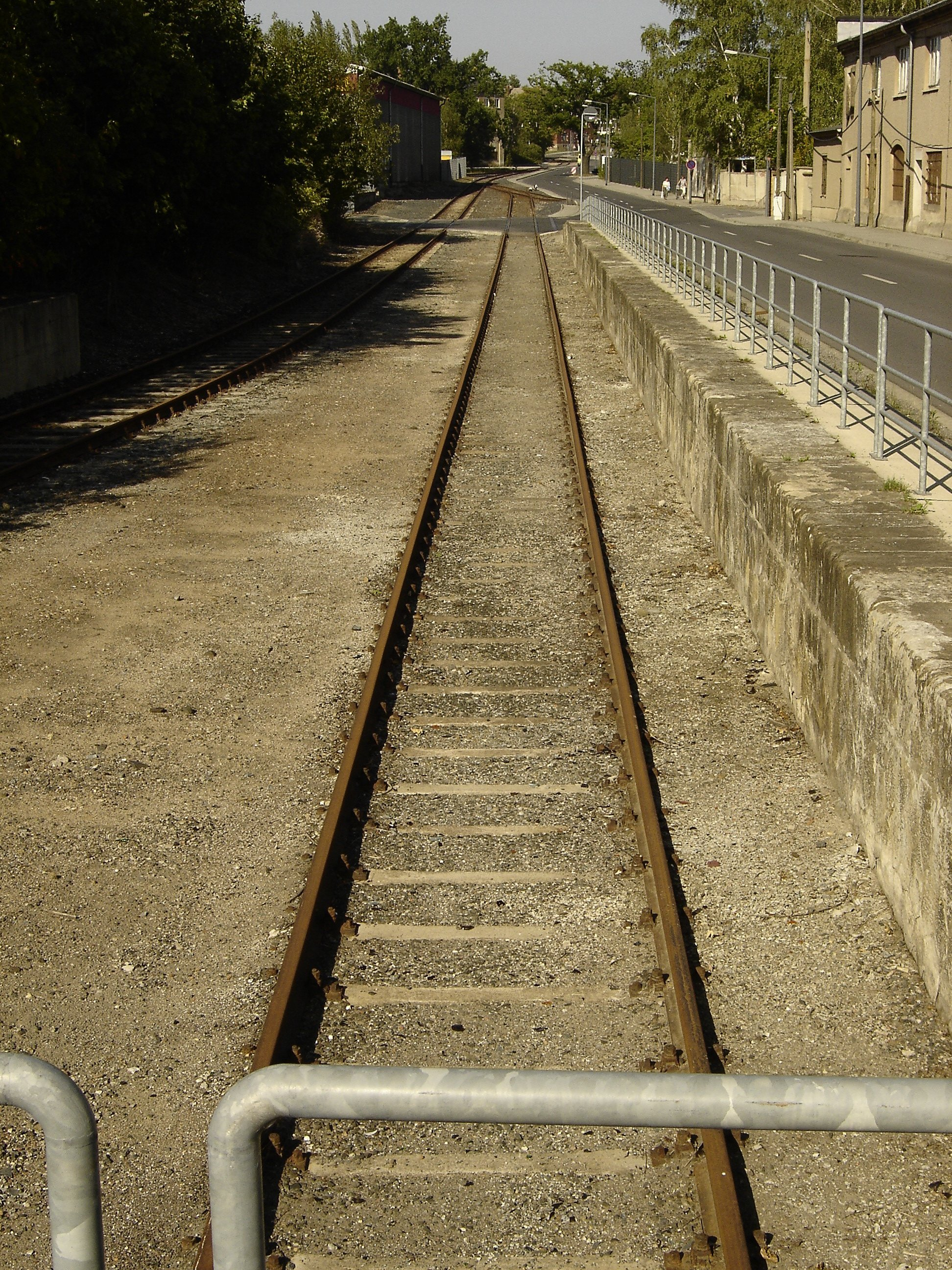
Anschlussgleis nach der Einstellung, rechts die Straße „Am Lagerplatz“ (2006)

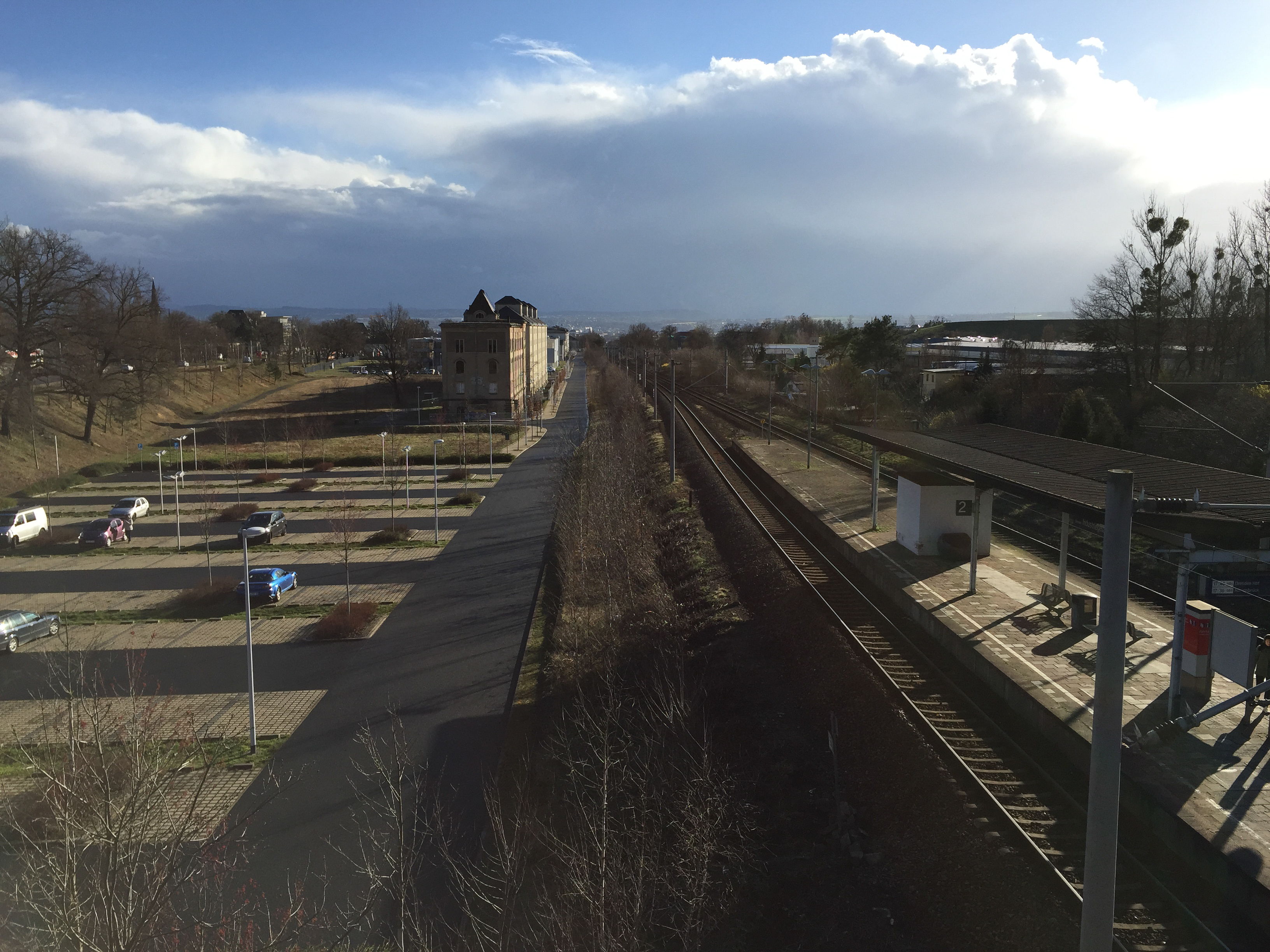
Gelände der ehemaligen Übergabestelle, links vom Haltepunkt Industriegelände gelegen (2015)

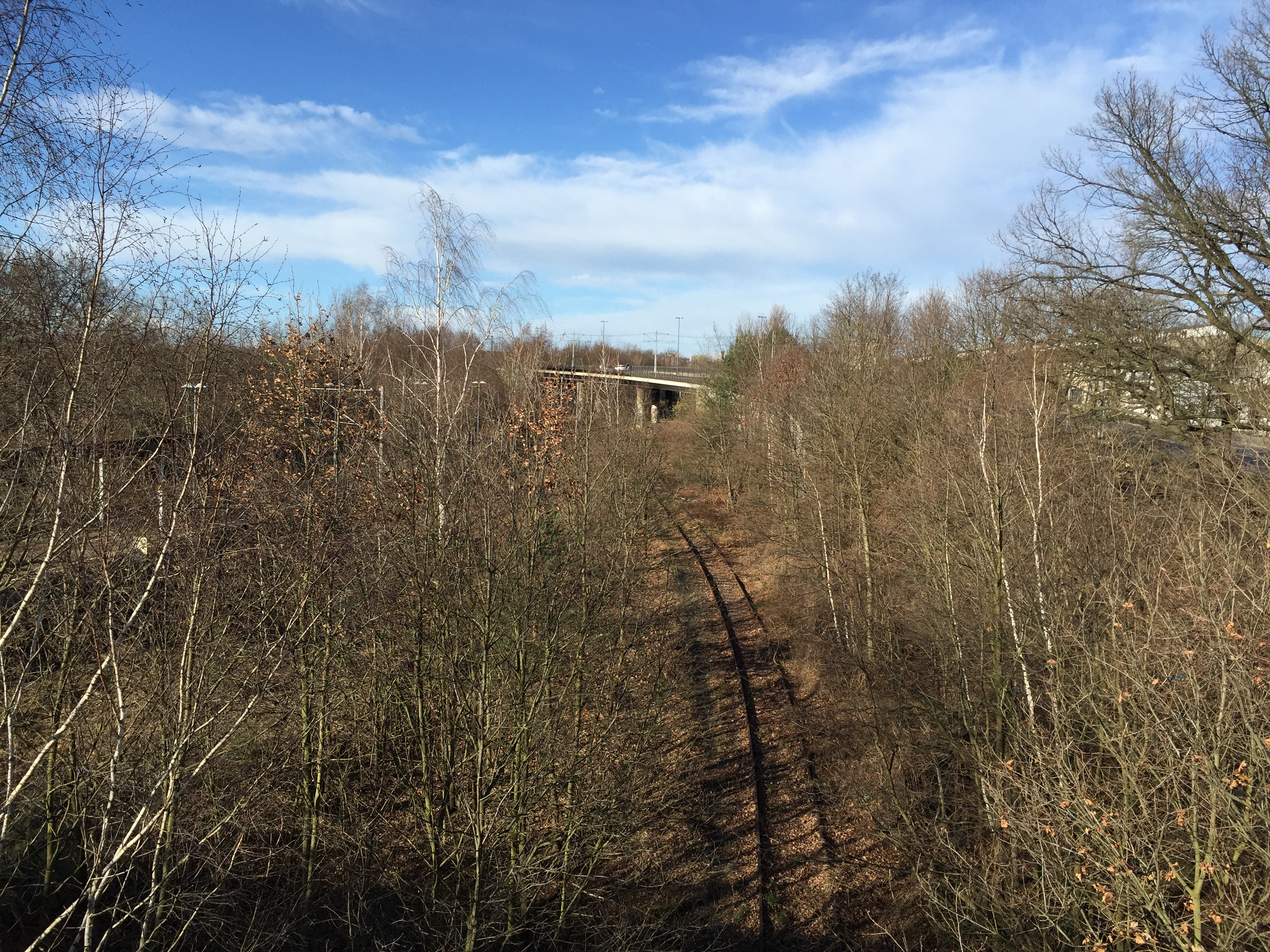
Verwildertes Stammgleis der Industriebahn vor der Brücke Königsbrücker Straße (2015)

Die Industriebahn Albertstadt (auch nur Industriebahn oder Industriebahn im Dresdner Norden, bis zum Ersten Weltkrieg auch Zeugmeistereibahn) ist ein stillgelegtes System von Anschlussbahnen in dem im Norden Dresdens gelegenen Industriegelände. Sie zweigte bei km 100,178 der Eisenbahnstrecke Görlitz–Dresden (GD) als einseitige Ausweichanschlussstelle mit signalabhängigen Schutzweichen ab. 1992 umfasste sie 15 Kilometer Einfachgleis, 61 Weichen, sieben doppelte Kreuzungsweichen und fünf Kreuzungen, Ende der 1980er Jahre wurden – als höchste erreichte Zahl – etwa 40 Anschließer, Nebenanschlussbahnen und Mitbenutzer bedient. Eröffnet am 24. September 1901, wurde sie am 31. Dezember 2004 stillgelegt und 2005 zu großen Teilen abgebaut.

## Geschichte
Nach dem Deutsch-Französischen Krieg genehmigte die sächsische Ständeversammlung im März 1873 die Pläne des Kriegsministeriums für den Aufbau der Dresdner Albertstadt als 360 ha große Militär- und Kasernenanlage, die bis 1879 für über 20 Mio. Mark errichtet wurde. Den Mittelpunkt bildete das am 1. Mai 1877 eröffnete Arsenal, gelegen zwischen Prießnitzgrund und Königsbrücker Straße. Im Norden des Geländes richtete man ein „Pulverlaboratorium“, Artilleriewerkstätten und Sprengstoffmagazine ein, im Jahr 1889 entstand eine Geschossfabrik. Gleichwohl fehlte es zunehmend an geeigneten Transportmöglichkeiten.
Die Lage an der Eisenbahnstrecke Görlitz–Dresden erwies sich jedoch als günstig für die Herstellung eines normalspurigen Gleisanschlusses. Am 11. November 1897 wurde ein Kostenanschlag für den Bau der sogenannten „Zeugmeistereibahn“ vorgelegt. Nach dessen Genehmigung erteilte schließlich das Kriegsministerium am 20. Juli 1900 die Ausführungsgenehmigung für die Planungen des Civilingenieurs Pöge. Der Baubeginn der Anschlussbahn, die damals nördlich der Straßenbrücke am heutigen Haltepunkt Industriegelände abzweigte, war im Oktober des gleichen Jahres; den Oberbau verlegte das Leipziger Unternehmen Zintzsch. Die Abnahme der eigentlichen Haupt- (Stamm-)strecke fand am 31. August 1901 statt, die Betriebseröffnung einen knappen Monat später am 24. September 1901. Sie gehörte dem Reichsfiskus, wurde aber vom Wehrkreiskommando IV Dresden verwaltet.
Errichtet wurden u. a. eine Drehscheibe durch Kelle & Hildebrandt und ein Lokschuppen, in dem eine 14.800 Mark teure feuerlose Lokomotive der Maschinenfabrik Hohenzollern ihren Platz hatte. Vorteil dieser Art von Fahrzeugen war, dass sie mit Heißdampf betrieben wurden, was eine eigene Feuerungsanlage auf den Lokomotiven überflüssig machte. Vor allem Sicherheitsaspekte sprachen dafür, da Anschlussgleise auch zu den Pulvermagazinen sowie zum Arsenal mit den angeschlossenen Artilleriewerkstätten führten.
Die am 13. August 1901 genehmigte Streckenverlängerung zum Artilleriedepot konnte am letzten Tag des Jahres 1901 eröffnet werden. Die eigentliche Stammstrecke der Zeugmeistereibahn hatte damit ihre endgültige Länge (ohne Anschlussgleise) von 1,598 km erreicht. Sie diente dem Transport von Artilleriegerät, Munition und militärischen Ausrüstungsgegenständen sowie der Belieferung der hier ansässigen Unternehmen mit Rohstoffen. Der Bahnbetrieb im dicht bebauten Militärgelände erwies sich als nicht unproblematisch, wie verschiedene betriebliche Anweisungen nachweisen. Im Gebiet des Arsenals wurde zudem noch eine eigene 700-mm-Feldbahn errichtet, um innerhalb des ausgedehnten Areals Transporte zu ermöglichen.
Die Anschlüsse wurden in der Folgezeit kontinuierlich ausgebaut: Am 15. November 1901 wurde die Baugenehmigung für das Elektrizitäts- und Heizwerk erteilt: Es ging im Oktober 1902 in Betrieb und erhielt ein eigenes Zweiggleis für die Kohleanlieferung. Im Juni 1903 wurde die Überführung der Fabricestraße angelegt, im Oktober 1906 gingen Gleise zum Holzlagerplatz und in den Hof der Artilleriewerkstatt in Betrieb, die die Fa. F. W. Philipp errichtet hatte. Anfang 1908 beantragte man die Anlage eines Ladegleises an der Königsbrücker Straße, über das Material für die Verlängerung der Straßenbahnstrecke nach Klotzsche angeliefert werden sollte. Im gleichen Jahr entstand am km 99,890 GD ein Unterkunftsgebäude für das Bahnpersonal, was später das Stellwerk A der Übergabegruppe wurde.
Ab September 1911 wurde die Zeugmeistereibahn verlegt und ausgebaut, die neue Strecke wurde am 21. Dezember des Jahres abgenommen. Wahrscheinlich aufgrund des mehrgleisigen Ausbaus des Streckenabschnittes Dresden-Klotzsche – Dresden-Neustadt wurden Anfang Juli 1914 die Anschlüsse zum Proviantamt und auch der Zeugmeistereibahn verändert: In nur elf Tagen wurde das Gleis tiefergelegt. Ebenfalls 1914 wurde eine zweite feuerlose Lokomotive beschafft. 1915 wurde die Übergabegruppe (später auch „Übergabestelle“ oder „Industriebahnhof“ genannt) auf drei Gleise erweitert, der Anschluss an die Hauptstrecke südlich in die Höhe der Heeresbäckerei verlegt (km 100,178 GD) und blieb so bis zur Stilllegung 2004 erhalten.
Am 3. Januar 1917 wurde für die Beschäftigten der Artilleriewerkstätten und der Munitionsfabrik der Haltepunkt Dresden Arsenal an der Hauptstrecke Görlitz–Dresden eingerichtet, der ausschließlich dem Werksverkehr diente und wahrscheinlich zu Kriegsende wieder eingezogen wurde. Erst 1969 legte man in der Nähe den Haltepunkt Dresden-Industriegelände an, der über eine Fußgängerbrücke Zugang zur Königsbrücker Straße erhielt.
Nach dem Ersten Weltkrieg schrieb der Versailler Vertrag eine drastische Reduzierung der deutschen Truppenstärke und der militärisch nutzbaren Anlagen vor. Im Zuge dieser Entmilitarisierung wurden Anfang der 1920er Jahre zahlreiche bauliche Anlagen abgerissen, darunter auch die nicht mehr benötigten Anschlussgleise zu den Pulvermagazinen, gleichfalls die 700-mm-Feldbahn. Ein Großteil der Gebäude konnte aber unter Aufsicht der 1922 gegründeten „Industriegelände-Gesellschaft Dresden-Albertstadt m.b.H.“ einer zivilen Nutzung zugeführt werden. Im Industriegelände, wie das Areal nunmehr genannt wurde, siedelten sich namhafte Firmen an, so eine Niederlassung der Sächsischen Maschinenfabrik aus Chemnitz, die Ernemann-Werke A.G., die Radiofabrik Mende & Co. und das Bauunternehmen Wayss & Freytag A.G. Die nunmehrige „Industriebahn“ wurde ebenfalls durch die „Industriegelände-Gesellschaft“ verwaltet, Eigentümer blieb jedoch der Staat.
In der Zeit des Nationalsozialismus kam es am 1. April 1935 zur Wiedereingliederung in die Heeresstandortverwaltung Dresden als „Heeresbetriebsstelle Albertstadt“. Das breite Spektrum an Unternehmen, die im Industriegelände produzierten, blieb davon unbeeinflusst, obgleich sich einige Firmen während des Weltkriegs zum Rüstungsbetrieb wandelten. Ab 1941 unterstand das gesamte Areal wieder den Militärbehörden.
Bis 1910 betrug der Wagenumlauf monatlich (durchschnittlich) 200 Wagen, bis 1914 erhöhte sich dieser auf 500 Wagen pro Monat, um schließlich 1935 etwa 800 Wagen pro Monat zu erreichen.
Schäden durch die Luftangriffe auf Dresden waren kaum vorhanden, den Komplex übernahm nach Kriegsende zunächst komplett die Rote Armee. Am 1. Juli 1945 wurde die Albertstadt nach Dresden eingemeindet, die Firmen enteignet und viele der technischen Einrichtungen der Industriebetriebe durch die sowjetischen Besatzer demontiert. Danach kam das Gelände in die Verwaltung der damaligen sächsischen Landesregierung für den Reichsfiskus, auf Beschluss dieser sowie Zustimmung der Stadt wurden die VEB Verkehrsbetriebe der Stadt Dresden, die heutige DVB AG, am 1. Januar 1953 als betriebsführende Einrichtung eingesetzt. Bedient wurden die nun volkseigenen Unternehmen im Industriegelände, wobei die Zahl der Anschließer einschließlich der NVA und der Sowjetarmee bis Ende der 1980er Jahre auf 40 anwuchs, denen im Jahresdurchschnitt etwa 10.000 Güterwagen laut Ladeplan zu den Anschlüssen, weiteren Nebenanschlussbahnen und Mitbenutzern zugestellt wurden.
Neben insgesamt 15 km Gleis (davon 8 km im Eigentum der Verkehrsbetriebe) waren 61 einfache Weichen (27 im Eigentum der DVB), sieben doppelte Kreuzungsweichen (zwei im Eigentum der DVB) und fünf Kreuzungen vorhanden. Maschinentechnische Anlagen waren die bereits benannte handbetriebene Drehscheibe mit einem Durchmesser von 5,5 Metern und einer Tragfähigkeit von 25 Megapond (Mp) und eine Gleiswaage mit einer Tragfähigkeit von 100 Mp. Als Lokschuppen diente ein Ringlokschuppen, wobei ein Stand als Werkstatt genutzt wurde. Der Lokschuppen II wurde im Januar 1997 abgerissen. Im Zuge des Straßenausbaus im Industriegelände wurde um 2000 sogar ein Gleisabschnitt saniert.
Die schleichende Stilllegung begann Anfang der 1990er Jahre, als zahlreiche Firmen und damit Anschließer ihre Produktion einstellten bzw. Transporte zunehmend auf die Straße verlagert wurden: Zahlreiche Gleisanschlüsse verwaisten, wurden zurückgebaut oder der Natur überlassen. Die Betriebsführung wechselte zum 1. Oktober 1992 von der DVB zur Deutschen Reichsbahn und lag ab 1. Januar 1994 bei der Deutschen Bahn. Im Oktober 2004 wurde der letzte Güterwagen zugestellt, am 31. Dezember 2004 erfolgte durch die DB AG die endgültige Stilllegung. Die nördlichen Teile der Gleisanlagen wurden bis zum Rückbau von einer Metall-Recyclingfirma noch genutzt.
Im Juni 2005 wurden letztlich im Auftrag der Dresdner Verkehrsbetriebe durch eine Gleisbaufirma die Gleise und Weichen der dreigleisigen Übergabegruppe demontiert, die handbediente 5,5-Meter-Drehscheibe vor dem anfangs vierständigen Ringlokschuppen des Industriebahnhofs wurde zwischenzeitlich ausgebaut und verfüllt.
Gleisreste, darunter auch solche der 700-mm-spurigen Transportbahn, lassen sich bis zum Streckenende am früheren Arsenal im heutigen Areal nachweisen. Einige Fahrzeuge befinden sich heute in den Eisenbahnmuseen von Löbau, Chemnitz und Schwarzenberg.

## Fahrzeuge
Die beiden feuerlosen Loks von 1901 und 1914 wurden schließlich 1971 durch zwei feuerlose Lokomotiven des Typs C (Werknummern 219195 und 219196) des VEB Lokomotivbau Karl Marx Babelsberg (LKM) ersetzt. In den Jahren 1976 bis 1984 war eine Dampflokomotive von Henschel (C n2t, Werknummer 19763) im Einsatz, die wiederum durch zwei im VEB Lokomotivbau Elektrotechnische Werke „Hans Beimler“ Hennigsdorf (LEW) gebaute Dieselloks der Baureihe V 60 abgelöst wurde. Daneben war noch eine Kleindiesellok der Baureihe V 18 eingesetzt.
Bekannt ist aber auch, dass die Eisenbahner (eigentlich und korrekt: Straßenbahner, die die Zulassung als Betriebseisenbahner der Anschlussbahn besaßen) der Industriebahn der Dresdner Verkehrsbetriebe auf recht ungewöhnliche Weise versuchten, historische sächsische Eisenbahnfahrzeuge, die es nicht in offizielle Museumslisten geschafft hatten, der Nachwelt zu erhalten. So fanden sich dann auf den Gleisen der Industriebahn mit wohlwollender Genehmigung des damaligen Verkehrsdirektors des VEB Verkehrsbetriebe der Stadt Dresden, Heinz Haase, zahlreiche interessante und erhaltenswerte Schienenfahrzeuge wieder. In der zweiten Jahreshälfte 1977 kam z. B. die letzte erhaltene Lok der sächsischen Baureihe XI HT, die 94 2105 nach Dresden, am 30. Oktober 1978 gelangte sie im Tausch gegen die entsprechende Menge Schrott aus anderen Quellen auf die Industriebahn Albertstadt: Sie war damit offiziell aus der Betriebsliste der Deutschen Reichsbahn (DR) verschwunden, da die DR hier keinen Zugriff hatte. Erst fünf Jahre später tauchte die 94 2105 wieder auf, als das Bahnbetriebswerk Aue im Juli 1983 den 75. Jahrestag seines Bestehens als selbständige Dienststelle feierte. Sie befindet sich heute im Bestand des Eisenbahnmuseums Schwarzenberg.
Auch die beiden Elektrolokomotiven der Deubener Güterbahn wurden hier erhalten, bis deren museale Verwendung endgültig vereinbart war.
Folgende Schienenfahrzeuge waren am Stichtag 30. Dezember 1992, dem Ende der Betriebsführung der Dresdner Verkehrsbetriebe AG, vorhanden (Verbleib Stand 2017):
Lokomotiven
- Werklok 1 der Gattung V 60 D (Baujahr 1976, Fabriknummer 15361 der LEW, seit 1976 Eigentum der DVB AG, 1996 an privat abgegeben, seit 2010 als Leihgabe im Eisenbahnmuseum Chemnitz)
- Werklok 2 der Gattung V 60 D (Baujahr 1968, Fabriknummer 11978 der LEW, geliefert an EVW Schwedt, seit 1984 Eigentum der DVB AG, 1996 an privat abgegeben, abgestellt)
- Werklok 3 der Gattung V 18 B (Baujahr 1967, Fabriknummer 261571 der LKM, privat verblieben)

Kleinwagen
- Triebwagen, SKL 24 (Schöneweide) (Baujahr 1976, Fabriknummer 10948 der DR Kirchmöser, Verbleib: Sächsisches Eisenbahnmuseum Chemnitz-Hilbersdorf)
- Beiwagen, Kla Schöneweide (Baujahr 1977, Fabriknummer 2308 der DR Kirchmöser, Verbleib unbekannt)
- Beiwagen, Kla Schöneweide (ohne weiteren Angaben, aus SKL umgebaut, abgestellt)

Darüber hinaus gab es noch weitere Schienenfahrzeuge für unterschiedliche Zwecke, wie z. B. Werkswagen, Schwellenwagen, einen Schneepflug und Bauloris (Bahnmeisterwagen) sowie Drehschemelwagen für den Schienentransport und anderer besonders langer Gegenstände.